# Kość ramienna
Kość ramienna (łac. humerus) – jedna z kości kończyny piersiowej (u człowieka kończyny górnej), należąca do kości długich. Wyróżnia się w niej koniec bliższy (nasadę bliższą, epiphysis proximalis), trzon (część środkową, corpus humeri, diaphysis) i koniec dalszy (nasadę dalszą, epiphysis distalis).
Kość ramienną konia można odróżnić od kości bydlęcej po obecności guzka pośredniego na bruździe międzyguzkowej. U psa, a niekiedy także i świni występuje dodatkowy otwór nadbloczkowy, łączący dół wyrostka łokciowego z dołem promieniowym. Koty mają natomiast otwór nadkłykciowy, przez który przechodzi między innymi nerw pośrodkowy.

## Kość ramienna człowieka
Na końcu bliższym znajduje się głowa kości ramiennej (caput humeri). Głowę ogranicza szyjka anatomiczna (collum anatomicum) kości ramiennej. Bocznie od szyjki leżą dwa guzki oddzielone od siebie bruzdą międzyguzkową (sulcus intertubercularis) ku tyłowi od niej leży guzek większy (tuberculum majus), ku przodowi – guzek mniejszy (tuberculum minus). Od guzków w kierunku trzonu ciągną się grzebienie guzków większego i mniejszego. Poniżej guzków znajduje się szyjka chirurgiczna (collum chirurgicum) – nazwana tak, gdyż jest to miejsce częstych złamań.
Trzon kości ramiennej, na tylnej powierzchni ma skośnie przebiegającą płytką bruzdę nerwu promieniowego (sulcus nervi radialis). Nierówność na bocznej powierzchni trzonu jest miejscem przyczepu mięśnia naramiennego i nosi nazwę guzowatości naramiennej (tuberositas deltoidea).
Po obu stronach końca dalszego znajdują się wyniosłości, zwane nadkłykciami, z których przyśrodkowy jest dłuższy niż boczny. Pod nadkłykciem przyśrodkowym leży bruzda nerwu łokciowego (sulcus nervi ulnaris). Między nadkłykciami i nieco poniżej nich leży kłykieć kości ramiennej (condylus humeri), na którym znajdują się powierzchnie stawowe dla połączenia z kośćmi przedramienia.
Powierzchnia boczna służąca do połączenia z kością promieniową leży na główce kości ramiennej (capitulum humeri). Przyśrodkowo leży bloczek (trochlea humeri) łączący się z kością łokciową. Powyżej bloczka na tylnej powierzchni kości ramiennej leży głęboki dół wyrostka łokciowego (fossa olecrani), w który wsuwa się wyrostek łokciowy kości łokciowej podczas prostowania przedramienia.